# Gellenbach
Der Gellenbach ist ein knapp zehn Kilometer langer Zufluss der Ems. Er bildet als Grenzbach die knapp 5 km lange Grenze zwischen Ostbevern und Telgte.

## Geographie
Der Gellenbach entspringt in Ostbevern/Lehmbrock genau dort, wo auch die Fleiergosse ihr Quellgebiet hat. Allerdings fließt der Gellenbach genau in entgegengesetzter Richtung und bildet seit  1. Januar 1975, dem Zeitpunkt der Gebietsreform in Nordrhein-Westfalen, die Grenze zwischen Brock und Vadrup. Der Bach erreicht hinter dem Naturschutzgebiet Brüskenheide das Gebiet von Greven. Er unterläuft den Dortmund-Ems-Kanal und zieht naturbelassen durch die Bockholter Berge. Bei Gimbte mündet er in die Ems.